# 第78歩兵師団 (ドイツ国防軍)
第78歩兵師団(78. Infantrie-Division)は、ドイツ陸軍の歩兵師団。後に第78突撃師団(78. Sturm-Division)に改名された。また、第78突撃師団が壊滅した後、第78国民擲弾兵師団(78. Volksgrenadier-Division)に名称が受け継がれた。
なお後述の通り、第78国民擲弾兵師団は後に改名されるのだが、本ページでは基本的に第78国民擲弾兵師団で統一する。

## 編成
師団は1939年8月にシュトゥットガルトで予備役より編成された。
編成完結後師団は西に移動し、1940年夏頃から1941年春にかけてフランスに駐留した。(ナチス・ドイツのフランス侵攻)

## 戦歴
第78歩兵師団
師団は独ソ戦が始まった後、、中央軍集団の指揮下でバルバロッサ作戦に参加した。一時はモスクワ近郊まで到達したものの、ソ連軍の反攻により撤退を余儀なくされた。
1942年初頭、師団はグジャーツク付近で防衛戦に従事した。
1942年11月後半より開始されたルジェフ突出部における戦闘(第二次ルジェフ会戦)に参加した。一連の戦闘により師団は1500名余りを残し、壊滅した。
12月頃には、師団の再編のため後方に送られた。

第78突撃師団
1943年1月頃、第78歩兵師団はスィチョーフカ近郊で第78突撃師団として再編された。
師団には、高射砲や突撃砲(主にIII号突撃砲)、対戦車砲(大半がPak 40)、ネーベルヴェルファー等の兵器が配備された。また、RSOや自走化されたPak 40(マルダーII等)も配備された。
再編後師団はツィタデレ作戦(クルスクの戦い)に参加した。ツィタデレ作戦の失敗後、スモレンスク、ブリャンスク、オルシャなどにおいて、防衛戦を戦った。
しかし、バグラチオン作戦による中央軍集団の崩壊に伴い、師団はミンスク東方のチェルヴェニにおいて包囲され、壊滅した。

第78国民擲弾兵師団
1944年10月、第78国民擲弾兵師団が編成され、1945年1月1日付で第78国民突撃師団(78. Volks-Sturm-Division)に改名された。
師団はガリツィア、上シレジア、モラヴィアにおける戦闘に従事し、オロモウツでソ連軍に降伏した。

## 歴代司令官
第78歩兵師団・第78突撃師団
- Fritz Brand中将(1939/8/26から9/30)
- Curt Gallenkamp中将(1939/10/1から1941/9/21)
- Emil Markgraf少将(1941/9/22から12/6)
- Paul Völckers少将(1941/12/7から1943/4/8)
- Hans Traut中将(1943/4/8から1943/11/1、1944/2/15から7/12)
- Heribert von Larisch大佐(1943/11/1から1944/2/15)

第78国民擲弾兵師団